# Лятошинское сельское поселение
Лятошинское се́льское поселе́ние — муниципальное образование в составе Старополтавского района Волгоградской области.
Административный центр и единственный населенный пункт — село Лятошинка.

## История
Лятошинское сельское поселение образовано 17 января 2005 года из Лятошинского сельсовета.

## Население
| 2010 | 2012 | 2013 | 2014 | 2015 | 2016 | 2017 |
| ---- | ---- | ---- | ---- | ---- | ---- | ---- |
| 632  | ↘621 | ↘615 | ↘592 | ↘588 | ↘573 | ↘555 |
| 2018 | 2019 | 2020 | 2021 |      |      |      |
| ↗556 | ↘548 | ↘541 | ↘536 |      |      |      |

Жители преимущественно татары (95 %) (2002).

## Состав сельского поселения
| № | Населённый пункт | Тип населённого пункта       | Население | Примечание |
| - | ---------------- | ---------------------------- | --------- | ---------- |
| 1 | Лятошинка        | село, административный центр | ↘536      | татары     |